# Feliceto
Feliceto es una comuna y población de Francia, en la región de Córcega, departamento de Alta Córcega.
Su población en el censo de 1999 era de 162 habitantes.
Se encuentra en la parte alta del valle del río Regino.

## Demografía
| 156 | 181 | 160 | 145 | 145 | 162 |
| Para los censos de 1962 a 1999 la población legal corresponde a la población sin duplicidades (Fuente: INSEE [Consultar]) |     |     |     |     |     |